# پی‌کپ
پی‌کپ (به انگلیسی: pcap) (کوتاه‌شده عبارت (به انگلیسی: packet capture)) نام دسته‌ای از کتابخانه‌های برنامه‌نویسی است که از طریق آنها می‌توان اقدام به ضبط کردن ترافیک شبکه کرد. دو پیاده‌سازی رایج از این کتابخانه، libpcap در سیستم‌عامل‌های شبه یونیکس و winpcap در سیستم‌عامل‌های مایکروسافت ویندوز هستند که winpcap در حقیقت پورتی از libpcap است. برنامه‌های نظاره‌گر و پویشگر شبکه می‌توانند از این کتابخانه برای ضبط کردن و بدست آوردن بسته‌هایی که در حال گردش در شبکه هستند، استفاده کنند. در نسخه‌های جدیدتر این کتابخانه، می‌توان بسته‌هایی را در لایه پیوند داده بر روی شبکه ارسال کرد یا لیست تمام رابط‌های شبکه را بدست آورد. کتابخانه پی‌کپ به زبان سی نوشته شده است. اما زبان‌های دیگر مانند جاوا، دات‌نت و دیگر زبان‌های مفسری هم می‌توانند به کمک یک جلد کتابخانه از پی‌کپ استفاده کنند. به کمک این کتابخانه‌ها می‌توان بسته‌های شبکه را از طریق کارت شبکه ضبط کرده و در یک فایل ذخیره کرد، یا فایل‌هایی که حاوی بسته‌های ذخیره شده هستند را خواند، برنامه‌ها می‌توانند بسته‌های شبکه را ضبط کرده و آنها را برای اهداف مختلف خود آنالیز کنند. libpcap در اصل توسط توسعه‌دهندگان برنامه تی‌سی‌پی‌دامپ در گروه مطالعات شبکه در آزمایشگاه ملی لارنس برکلی نوشته شد.